# Gunungiella balsahana
Gunungiella balsahana är en nattsländeart som beskrevs av Wolfram Mey 1998. Gunungiella balsahana ingår i släktet Gunungiella och familjen stengömmenattsländor. Inga underarter finns listade i Catalogue of Life.